# Кубанска ракетна криза
Кубанска ракетна криза (енгл. Cuban Missile Crisis; или само Кубанска криза, енгл. Cuban Crisis), на Куби позната и као Октобарска криза (шп. Crisis de Octubre), у Русији као Карипска криза (рус. Карибский кризис) или Ракетна криза (енгл. Missile Crisis), је један од критичних момената Хладног рата, који је свет довео на ивицу нуклеарног уништења.
Сукобу је претходило размештање америчких ракета средњег домета (2.400 km) у бази код Измира у Турској, и у бази око Барија у Италији. Било је и преговора о смештању ракета у Француској, али они нису успели. У међувремену се на Куби догодила револуција после које је Фидел Кастро дошао на власт. Две године касније, 1961. су САД потпомогле инвазију на Залив свиња, која није успела. Након тога је 1962. године СССР инсталирао нуклеарне ракете на Куби, што су САД прогласиле за претњу својој безбедности и повреду интересне сфере. Криза је ескалирала крајем октобра 1962. године поморским карантином Кубе од стране САД. Тада је намерно употребљен назив поморски карантин, а не поморска блокада, пошто се термин блокада може сматрати објавом рата.
После вишедневног натезања и „игре живаца”, у којој су главни актери били Џон Ф. Кенеди, Никита С. Хрушчов и Фидел Кастро, Совјетски Савез је повукао оружје, а заузврат добио гаранцију Сједињених држава да неће напасти Кубу. Једанаест месеци после договора Кенеди - Хрушчов (до септембра 1963) америчко атомско оружје у Турској је деактивирано. Постигнут је договор о успостављању вруће линије (такозвани црвени телефон) између Москве и Вашингтона.
Криза је у два наврата била веома близу ескалације у рат током суботе, 27. октобра 1962. Први инцидент је било обарање америчког шпијунског авиона Локид U-2, приликом кога је и пилот мајор Ралф Андерсон страдао. Након тога су војни званичници вршили велики притисак на Кенедија да нареди бомбардовање Кубе. Међу главнима су били врховни командант ваздухопловства Кертис Лемеј, и начелник генералштаба Максвел Тејлор. Кенеди је тада издржао притиске, и није наредио бомбардовање. Други инцидент се десио када су амерички бродови покушали да натерају једну совјетску подморницу да изрони, тако што су бацали подводне бомбе. Та подморница је носила нуклеарни торпедо, и у њој су била 3 члана посаде. Двојица су хтела да испале тај торпедо на амерички брод, али је трећи, Василиј Архипов, гласао против лансирања, чиме је вероватно спречио амерички контраудар, и предстојећу ескалацију.. Накнадно је тај датум у САД назван Црном суботом, јер је тог дана Хладни рат био најближи нуклеарном рату и уништењу.
По неким теоријама завере је Кенедијево попуштање СССР-у по питању тајног повлачења америчких ракета из Италије и Турске био један од узрока атентата на њега 1963. године, пошто се показао слабим по питању сузбијања комунизма. Слично томе, постоји мишљење да је један од разлога смене Никите Хрушчова 1964. године био и повлачење Совјетских ракета са Кубе. Међутим залагање оба лидера је помогло спречавању ескалације кризе у нуклеарни рат.

## Хронологија Кубанске ракетне кризе од 1959—1963. године

### Увод
- 1959 — размештање 15 америчких ракета средњег домета типа „Јупитер“ и „Тор“ у близини Измира у Турској.
- јул — посета Раула Кастра (Министра одбране Кубе) Совјетском Савезу
- јул — октобар — у оквиру операције „Анадир” Совјети тајно на Кубу пребацили 22.000 војника, 144 противавионска уређаја типа земља-ваздух, 42 ловца Миг-21, 42 бомбардера-ловца Иљушин-28 (способних да носе нуклеарно оружје) и преко 80 ракета са нуклеарним бојевим главама
- септембар - СССР званично саопштио да ће пружити војну помоћ Куби, не помињући нуклеарни арсенал
- септембар — Кенеди добио сагласност од Сената да мобилише 150.000 резервиста
- септембар — СССР саопштио да би оружани напад на Кубу значио почетак светског рата[11]
- септембар — Спољнополитички одбор Сената САД изгласао резолуцију, којом се Председнику дају одрешене руке у деловању поводом кубанске кризе
- октобар — влада САД забранила приступ у америчке луке бродовима који превозе товар за Кубу

### Кулминација
- 14. октобар — шпијунски авион У-2 снимио терен у околини Сан Кристобала, источно од Хаване
- 15. октобар — стручњаци ЦИА анализирали приспеле фотографије и закључили да се на том месту припрема терен за изградњу нуклеарне ракетне базе
- 16. октобар — о открићу обавештен председник Кенеди. Истог преподнева сазван састанак високих државних функционера. Група је заседала готово непрекидно за све време трајања кризе, под називом „Извршни комитет Националног савета за безбедност” (ExComm). У наредна четири дана формулисани су предлози за блокаду или ваздушни напад
- 20. октобар — оба предлога, уз одговарајућу аргументацију, изнета пред Кенедија. Определио се, као и већина у Комитету, за блокаду
- 20 — 22. октобар — детаљне војне и дипломатске припреме за почетак акције. Убрзано пребацивање трупа и бродова на југ, у регион Флориде. О америчким намерама обавештени западноевропски савезници, као и чланице Организације америчких држава (ОАД)
- 22. октобар — Кенеди на конференцији за штампу објавио да Сједињене Државе имају доказе да је СССР тајно инсталирао офанзивне ракете на Куби. Изнео је амерички план, чије су најважније тачке: проглашен стриктни карантин на сву офанзивну војну опрему која се превози на Кубу (ступа на снагу у среду, 24. окт. 1962); сваки напад са територије Кубе на било коју земљу западне хемисфере третираће се као совјетски; позив Хрушчову да повуче оружје са Кубе
- 22 — 23. октобар - на затвореној ноћној седници Президијума ЦК КП СССР Хрушчов обзнанио да ће, у случају покушаја америчке инвазије Кубе, Совјети узвратити нуклеарним ракетама кратког домета
- 23. октобар — влада СССР издала саопштење, у коме је наглашено да блокада Кубе представља агресивну акцију и озбиљну опасност за мир. Повишен степен приправности Црвене армије и заказан хитан ванредни састанак Варшавског пакта
- 23. октобар — ка Куби пловило 25 совјетских бродова, примајући притом велики број шифрованих порука
- 24. октобар — у 10 часова, блокада ступила на снагу. Совјетски бродови „Гагарин” и „Комилес”, праћени подморницама, стизали су већ око 10:30 на линију блокаде. Чекао их је носач авиона „Есекс” са пратећим ратним бродовима. У 10:32 у Вашингтон стигао извештај да су бродови стали. Убрзо је јављено да је још 20 совјетских бродова стало, или променило курс
- 25. октобар — у Савету безбедности УН амерички представник Адлај Стивенсон показао снимке из Сан Кристобала, што је совјетски представник Валеријан Зорин назвао „тобожњим доказима”
- 25. октобар — градња база са лансирним рампама настављена убрзаним темпом – једна база за 24 часа
- 26. октобар — претресен први брод
- 26. октобар — у УН генерални секретар У Тант почео разговоре са Стивенсоном и Зорином
- 26. октобар — угледни амерички новинар Волтер Липман је предложио да се Американци повуку из Турске, а Совјети са Кубе
- 26. октобар — увече на адресу Кенедија стигла лична Хрушчовљева порука са предлогом: „Нећемо слати ново оружје, а оно на Куби ћемо повући или уништити, уколико ви уклоните блокаду и обећате да нећете извршити инвазију на Кубу.”
- 27. октобар — док се Стејт дипартмент спремао да одговори, у преподневним часовима стигла нова, овога пута јавна, порука из Кремља, а садржала је оно о чему се у јавности већ расправљало: размена Куба - Турска.
- 27. октобар — над Кубом, совјетском ракетом, оборен авион У-2 и погинуо пилот. Генерали тражили неодложни контраудар – бомбардовање противавионских батерија. Кенеди решио да не ризикује - одложио одлуку за један дан, наредивши да се случај детаљно испита
- 27. октобар — Кенеди одговорио на Хрушчовљево прво писмо, игноришући оно друго. Предложио да најпре Совјети обуставе радове на базама, да би се потом направио споразум, којим би се СССР обавезао да уклони ракете и не уводи нове, сличне системе, а САД прекинуле блокаду и дале гаранције да неће нападати Кубу. Совјетском амбасадору у САД незванично саопштено да ће ракете у Турској бити уклоњене по окончању кризе.

### Расплет
- 28. октобар — Хрушчов наредио (објављено преко Радио Москве) да се демонтирају ракетне базе на Куби и нуклеарно оружје врати у СССР, под међународном контролом. У саопштењу похвалио Кенедија због „осећања мере и одговорности” изнете у поруци од 27. октобра
- 28. октобар — Кастро одбио било какву међународну инспекцију на кубанском тлу, којом би се верификовало повлачење оружја
- 2. новембар — на конференцији за штампу Кенеди објавио да се оружје на Куби демонтира и пакује, а лансирне рампе разарају, као и да САД прате операцију различитим средствима (укључујући ваздушна извиђања), чиме је решен проблем инспекције